# 大同老餅家

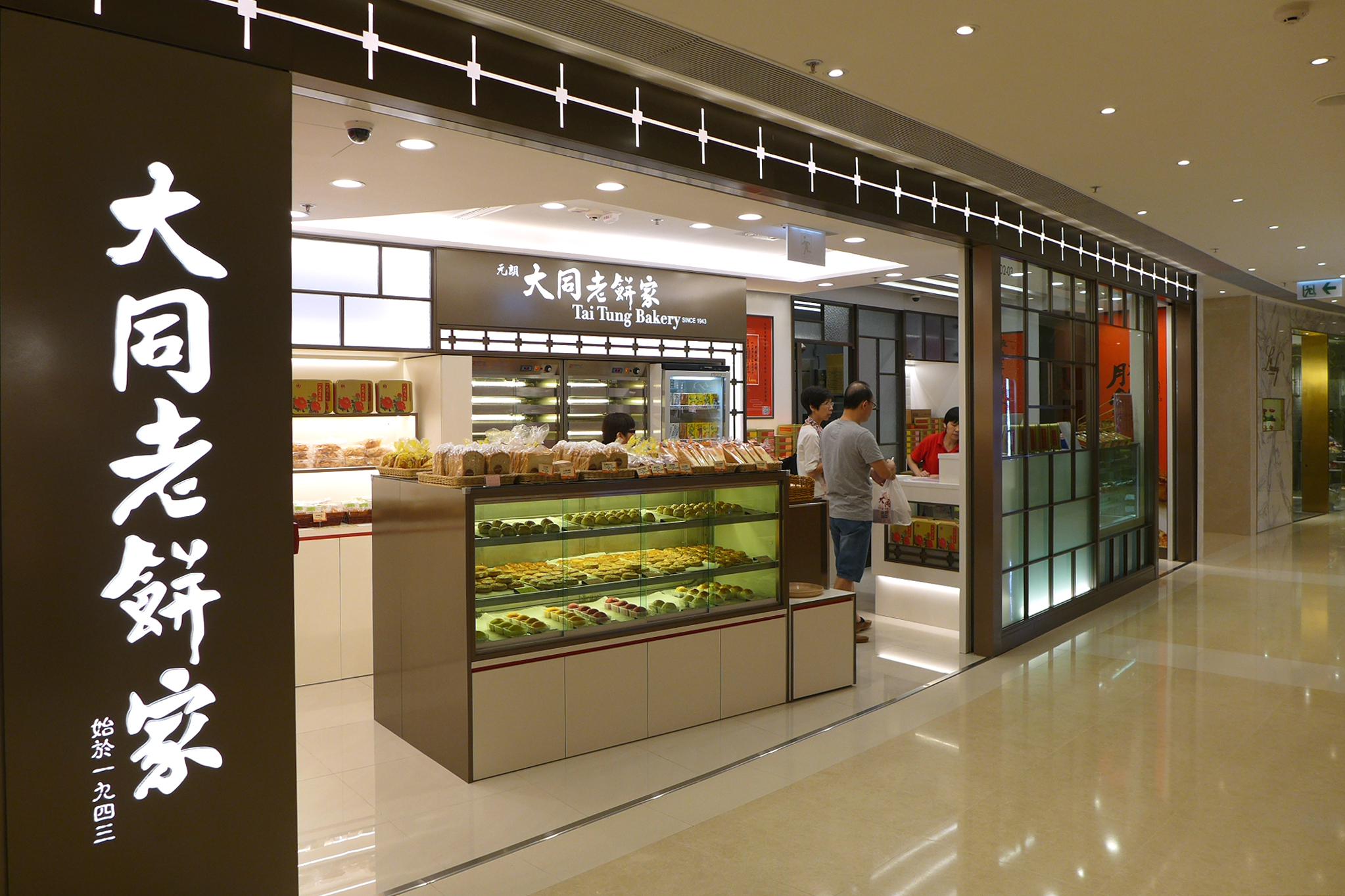
大同老餅家在灣仔利東街分店

大同老餅家（英語：Tai Tung Bakery）創立於1943年，目前總店設於香港新界元朗阜財街57號地下，為元朗最老的唐餅家，由謝禎原的父親謝睦堯創辦。當時造餅師傅眼見大眾生活艱難，期望「人人有飯開、有餅食」，決定以「世界大同」之義命名他創立的餅家，是為大同，至今已經營至第三代。初期只售賣花生糖、杏仁餅，後來供應白麵包，再後來供應各式麵包如受歡迎的菠蘿包和雞尾包以及各款唐餅和月餅。
大同老餅家銷售的食品堅持傳統的製餅方法，大部份少量生產，焗餅的火候與時間亦由擁有數十年獨家經驗的老師傅一手包辦，並將主要的成本放在食材上。

## 主要銷售食品
- 月餅，其中「五仁月餅」系列是大同的招牌月餅
- 唐餅（雞仔餅、皮蛋酥等）
- 麵包
- 賀年食品
- 嫁囍禮餅（嫁女餅等）
- 臘味

## 店舗分佈
相對於其他同行，大同較為低調，以往一直只有元朗總店。到2007年才在北角開設分店，2011年於港鐵沙田站多開一間分店。
- 元朗阜財街（總店）
- 沙田站
- 荃灣綠楊坊
- 灣仔利東街

另外，元朗總店後方設有工場，這是傳統店舖「前舖後廠」的格局，2015年在屯門開設製餅工場，生產的餅食均供應給分店銷售。

## 外部連結
- 大同老餅家網頁 （页面存档备份，存于）
- 大同老餅家的Facebook專頁